# Stenocercus ochoai
Espèce
Statut de conservation UICN

 LC  : Préoccupation mineure
Stenocercus ochoai est une espèce de sauriens de la famille des Tropiduridae.

## Répartition et habitat
Cette espèce est endémique du Pérou. Elle se rencontre dans les bassins supérieurs des río Urubamba et río Apurímac. Elle est présente entre 1 000 et 3 000 m d'altitude. Elle vit dans la forêt tropicale humide de montagne et en bordure des plantations de café

## Publication originale
- Fritts, 1972 : New species of lizards of the genus Stenocercus from Perú (Sauria: Iguanidae). Occasional Papers of the Museum of Natural History, The University of Kansas, n. 10, p. 1-21 (texte intégral).